# グイード・ゴンザーガ
グイード・ゴンザーガ（Guido Gonzaga, 1290年 - 1369年9月22日）は、マントヴァの僭主（シニョーレ）である。

## 生涯
ルドヴィーコ1世・ゴンザーガとリキルダ・ランベルティ（Richilda Ramberti）との息子である。
1360年に父の跡を継ぎカピターノ・デル・ポポロとなった。アニェーゼ・ピーコ・デッラ・ミランドラ（Agnese Pico della Mirandola）と結婚し、彼女の死後の1340年にはカミッラ・ベッカリーア（Camilla Beccaria）と結婚した。
最後の妻はベアトリーチェ・ディ・バール（Beatrice di Bar、バル伯エドゥアール1世の娘）で、彼女はグイードの後継者であるルドヴィーコ2世の母となった。

## 子女
アニェーゼ・ピーコとの間に2女をもうけた。
- ベアトリーチェ - ニッコロ1世・デステと結婚
- トマシーナ - アッツォ・ダ・コレッジオと結婚

ベアトリーチェ・ディ・バールとの間に以下の子女をもうけた。
- ウゴリーノ（1320年 - 1362年）
- ルドヴィーコ2世（1333年頃 - 1382年） - マントヴァ僭主
- フランチェスコ（? - 1369年）
- ベルナボ（? - 1366年）
- マルゲリータ（? - 1399年） - ジャコポ・ダ・カラーラと結婚

以下の庶子がいる。
- ランスロット
- ルチア
- エレオノーラ